# プロビア
プロビア（英語: Provia）は、富士フイルムのカラーリバーサルフィルムのブランド「フジクローム」を冠する銘柄のシリーズである。ベルビアと並ぶ「フジクローム」の主力ラインである。

## 略歴・概要
1994年（平成6年）2月、富士写真フイルム（現在の富士フイルム）は、フジクロームプロビアシリーズとして、フジクロームプロビア100（RDP II）、フジクロームプロビア400（RHP II）、フジクロームプロビア1600（RSP II）の製造販売を開始した。それぞれ、1983年（昭和58年）3月発売の「フジクローム100プロフェッショナルD」（RDP）、1980年（昭和55年）4月発売の「フジクローム400プロフェッショナルD」（RHP）、「フジクローム1600プロフェッショナルD」（RSP）の後継製品である。
2000年（平成12年）7月、フジクロームプロビア100F（RDP III）、フジクロームプロビア400F（RHP III）の製造販売を開始する。同社の経営者が、この「プロビアF」シリーズを「世界最高級の粒状性」と自負しているが、背景として、印刷業界でのカラーリバーサルフィルムのスキャナ取り込みの日常化による粒状性向上の必要があった。「プロビアF」2種の特徴は「世界最高の粒状性」「抜群の減増感処理性」「色再現性と調子再現性の向上」であった。
翌2001年（平成13年）6月、「フジクロームプロビア100F」および「同400F」 がカメラグランプリ2001で「カメラ記者クラブ特別賞」（現在のカメラ記者クラブ賞）を受賞する。
2003年（平成15年）6月、フジクロームのラインナップに新たに「フジクロームベルビア100F」および「フジクロームベルビア100」、「アスティア100F」が加わったとき、開発者は、プロビアを主力・中心としたフジクロームのラインに、硬調高彩度型のベルビアと軟調低彩度型のアスティアを加え、写真家・撮影者のさまざまな撮影意図に答えるべく開発した、としている。
2006年（平成18年）4月、フジクロームプロビア400X（RXP）の製造販売を開始する。
2010年（平成22年）4月1日、富士フイルムは、同日改正された化学物質の審査及び製造等の規制に関する法律（化審法）で、ペルフルオロオクタンスルホン酸（PFOS）が第一種特定化学物質に指定されたことを受け、同成分を含有した製品を同日現在は製造していないこと、および過去には製造していたもののリストを発表した。プロビアに限っていえば、「フジクロームプロビア100F」のシートフィルムのうち、2000年1月-2004年4月製造分にPFOSが含有されていることを明らかにした。

## 製品

### コード別
- RDP (フジクローム100プロフェッショナルD) - 1983年（昭和58年）3月発売（プロビア以前の製品）
- RDP II (フジクロームプロビア100) - 1994年（平成6年）2月発売
- RDP III (フジクロームプロビア100F) - 2000年（平成12年）7月発売
- RHP (フジクローム400プロフェッショナルD) - 1980年（昭和55年）4月発売（プロビア以前の製品）
- RHP II (フジクロームプロビア400) - 1994年（平成6年）2月発売
- RHP III (フジクロームプロビア400F) - 2000年（平成12年）7月発売
- RSP (フジクローム1600プロフェッショナルD) - 増感専用フィルム（通常ISO 400、プロビア以前の製品）
- RSP II (フジクロームプロビア1600) - 1994年（平成6年）2月発売
- RXP (フジクロームプロビア400X) - 2006年（平成18年）4月発売

### 100F
プロビア100F（プロビアひゃくエフ、英語: Provia 100F, RDP III）は、2000年（平成12年）7月に発売された富士フイルムのカラーリバーサルフィルム、写真フィルムである。

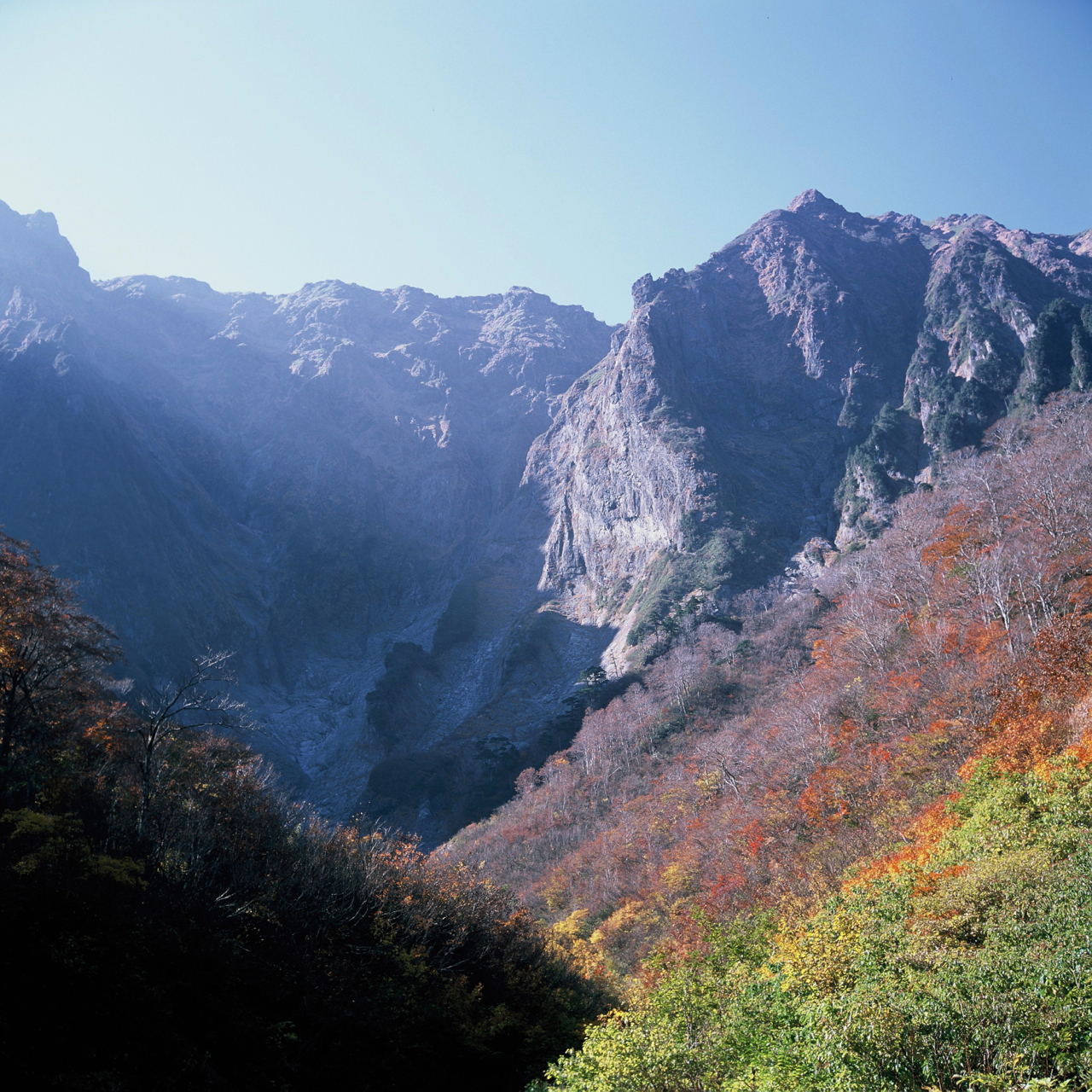
プロビア100Fで撮影したスライド写真。

同製品は、1994年（平成6年）2月に発売されたフジクロームプロビア100（RDP II）の後継製品であり、1983年（昭和58年）3月発売の「フジクローム100プロフェッショナルD」（RDP）、さらに1978年（昭和53年）10月、「フジクローム100プロフェッショナルタイプD」に起源を遡れる。
粒状性はRMS:8であり、色再現においてはナチュラルカラー、彩度は高彩度、階調は標準であり、シャープネスは高い。
タングステン光下では、「富士色温度変換フィルターLBB-12」、あるいは「ラッテンフィルターNo. 80A」を必要とする。
ロールフィルムについては、135フィルムでは厚さ0.127mm、120・220フィルムでは厚さ0.098mmのセルローストリアセテートを支持体とし、4×5in判（シノゴ）、5×7in判（ゴシチ）、8×10in判（バイテン）と11×14in判のシートフィルムでは、厚さ0.205mmのセルローストリアセテートを支持体とする。
現像処理は、他の「フジクローム」製品同様、「フジクロームフィルムプロセスCR-56」およびコダックのカラーリバーサルフィルム「エクタクローム」現像処方である「E-6現像」を指定している。

### 400X
プロビア400X（プロビアよんひゃくエックス、英語: Provia 400X, RXP）は、2006年（平成18年）4月に発売された富士フイルムのカラーリバーサルフィルム、写真フィルムである。

プロビア400Xで撮影したスライド写真。

同製品は、2000年（平成12年）7月に発売されたフジクロームプロビア400F（RHP III）の後継製品であり、1994年（平成6年）2月に発売されたフジクロームプロビア400（RHP II）、1980年（昭和55年）4月発売の「フジクローム400プロフェッショナルD」（RHP）に起源を遡れる。増感によってEI1600まで感度を上げられる点については、1994年（平成6年）2月に発売された増感専用カラーリバーサルフィルムフジクロームプロビア1600（RSP II）、さらにプロビア以前の「フジクローム1600プロフェッショナルD」（RSP）のラインの後継製品と言える。
粒状性はRMS:11であり、色再現においてはイメージカラー、彩度は高彩度、階調は標準であり、シャープネスは標準である。同製品の特徴として、開発者は、「感度・像構造画質の大幅な進歩」「色再現性の向上」「画像堅牢性」にあるとする。
タングステン光下では、「富士色温度変換フィルターLBB-12」、あるいは「ラッテンフィルターNo. 80A」を必要とする。
製品はロールフィルムのみで、135フィルムでは厚さ0.127mm、120フィルムでは厚さ0.098mmのセルローストリアセテートを支持体とする。
現像処理は、他の「フジクローム」製品同様、「フジクロームフィルムプロセスCR-56」およびコダックのカラーリバーサルフィルム「エクタクローム」現像処方である「E-6現像」を指定している。
2015年12月に生産終了となる予定であることが発表され、予定どおりに終了となった。

## フィルムシミュレーション
富士フイルムのデジタルカメラの2009年以降の製品（FinepixF200EXRやS100FS、Xシリーズ全機種）では、「フィルムシミュレーションモード」の中に「Provia（スタンダード）」として同じ名称が使われているが、同名のフィルムを模倣したものではなく、そのフィルムの色を再現するものではない。